# Gotthard von Starhemberg
Gotthard von Starhemberg (* vor 1474; † 12. September 1493 in Linz) aus der Familie der Starhemberger war im 15. Jahrhundert Hauptmann des Landes ob der Enns und zeichnete sich im Kampf gegen die ungarischen Truppen durch die Eroberung der Tettauer Schanze aus.

## Leben
Gotthard von Starhemberg war der viertgeborene Sohn von Ulrich dem Älteren von Starhemberg und dessen Gattin Dorothea von Hohenberg. Nachdem er seine Studien in Wien vollendet hatte, nahm er 1474 unter Reinprecht V. von Walsee an der Befreiung des Schlosses Hörschlag teil.
1475 heiratete er Katharina von Scherffenberg, die Tochter des Bernhard von Scherffenberg und der Elisabeth von Fladnitz. Die Ehe blieb jedoch kinderlos. Nach dem Tod seiner Gemahlin vermählte er sich 1480 mit Gräfin Barbara von Ortenburg, die ihm eine Tochter Anna gebar.
Von Starhemberg folgte 1486 seinem Bruder Ulrich von Starhemberg als Landeshauptmann ob der Enns und bekleidete das Amt bis 1493 zur allgemeinen Zufriedenheit. Im Krieg gegen Matthias Corvinus übte er das Amt eines Feldhauptmannes aus. 1490 zog er gegen die von den Ungarn besetzte Tettauer Schanze, die er nach fünfwöchiger Belagerung einnahm.
1493 starb von Starhemberg in Linz und wurde im Stift Sankt Florian begraben, wo ein Epitaph mit Inschrift an ihn erinnert.